# Thomas Strauß
Thomas Strauß (n. 15 decembrie 1953, Berlin, RDG) este un canotor ce a reprezentat Germania, medaliat olimpic. A participat la o ediție a Jocurilor Olimpice (1976) în care a câștigat o medalie de bronz.

## Participări
Lista de mai jos prezintă principalele competiții la care a participat Thomas Strauß de-a lungul carierei.
- rowing at the 1976 Summer Olympics – men's coxless pair[*][4]